# Torneo de Lyon 2024
El Open Parc Auvergne-Rhône-Alpes Lyon 2024 fue un torneo de tenis de la ATP en la categoría de ATP Tour 250. Se disputó entre el 19 y el 25 de mayo de 2025 sobre polvo de ladrillo en el Parc de la Tête d'Or en Lyon (Francia).

## Distribución de puntos
| Modalidad            | Campeón | Finalista | Semifinales | Cuartos de final | 2ª ronda | 1ª ronda | Clasificados | 2ª ronda de clasificación | 1ª ronda de clasificación |
| Individual masculino | 250     | 165       | 100         | 50               | 25       | 0        | 13           | 7                         | 0                         |
| Dobles masculino     | 250     | 150       | 90          | 45               | 20       | 0        | -            | -                         | -                         |

## Cabezas de serie

### Individuales masculino
| Tenista                 | Ranking | Preclasificado |
| Ugo Humbert             | 15      | 1              |
| Aleksandr Búblik        | 17      | 2              |
| Adrian Mannarino        | 21      | 3              |
| Francisco Cerúndolo     | 22      | 4              |
| Frances Tiafoe          | 25      | 5              |
| Tomás Martín Etcheverry | 28      | 6              |
| Mariano Navone          | 31      | 7              |
| Gaël Monfils            | 38      | 8              |

- Ranking del 6 de mayo de 2024.[2]

### Dobles masculino
| Tenista                                  | Ranking | Preclasificado |
| Santiago González Édouard Roger-Vasselin | 23      | 1              |
| Máximo González Andrés Molteni           | 33      | 2              |
| Sander Gillé Joran Vliegen               | 38      | 3              |
| Sadio Doumbia Fabien Reboul              | 63      | 4              |

## Campeones

### Individual masculino
Giovanni Mpetshi Perricard venció a  Tomás Martín Etcheverry por 6-4, 1-6, 7-6(9-7)

### Dobles masculino
Harri Heliövaara /  Henry Patten vencieron a  Yuki Bhambri /  Albano Olivetti por 3-6, 7-6(7-4), [10-8]